# Terapia del rifiuto
La Terapia del Rifiuto è un gioco di auto-aiuto sociale creato da Jason Comely in cui essere rifiutato da un'altra persona o gruppo è l'unica condizione vincente. Il giocatore può tentare qualsiasi tipo di rifiuto sociale o provare un suggerimento da una delle "carte dei rifiuti". Il gioco può essere giocato per un certo periodo di tempo, anche se molti intraprendono una sfida di 30 giorni (un mese).
Lo scopo del gioco è superare la paura del rifiuto attraverso un'esposizione controllata e forzata. In questo modo, i giocatori sperano di adattarsi fisicamente allo stress del rifiuto.

## Gioco

### Regole
C'è solo una regola ufficiale per la terapia del rifiuto, che deve essere rifiutato da un'altra persona almeno una volta al giorno. Ci sono anche clausole su cosa conta come rifiuto e cosa no:
1. Un rifiuto conta se sei fuori dalla tua zona di comfort;
2. Un rifiuto conta se la tua richiesta viene respinta;
3. Al momento del rifiuto, il giocatore, non il convenuto, dovrebbe trovarsi in una posizione di vulnerabilità. Il giocatore dovrebbe essere sensibile ai sentimenti della persona a cui viene chiesto.

### Strategie
Alcuni giocatori sviluppano strategie e meccanismi di coping per gestire la paura prima del rifiuto stesso, come la consapevolezza o l'uso della regola dei tre secondi. Si consiglia ai nuovi giocatori di iniziare con piccoli rifiuti prima di passare a rifiuti più emotivamente e socialmente significativi.

## Psicologia
La terapia del rifiuto condivide componenti con la terapia dell'esposizione e l'addestramento alla tolleranza emotiva, entrambe modalità di trattamento basate sull'evidenza all'interno della struttura della CBT. Il gioco ricorda molte delle tecniche di modifica del comportamento che costituiscono la moderna psicoterapia, con la giocosa "ludicizzazione" come caratteristica aggiuntiva.